# Дучич, Йован
Йован Дучич (серб. Јован Дучић; 1871—1943) — сербский поэт, писатель и дипломат. Основатель сербской националистической группы «Народная оборона».

## Биография
Йован Дучич родился 17 февраля 1871 года в городе Требине, который в то время входил в состав Боснийского вилайета Османской империи. Окончил местную общеобразовательную школу, старшеклассником проходил обучение в Мостаре и позже выучился на педагога в Сомборе. В течение некоторого времени работал учителем в нескольких городах, после чего вернулся в Мостар и начал выпускать собственный литературный журнал «Зора» («Заря»; 1896—1901), в соавторстве с писателем Светозаром Чоровичем и поэтом Алексой Шантичем.
Неприкрытый сербский патриотизм Дучича привёл к некоторым проблемам с действующей властью — на тот момент Босния и Герцеговина де факто находилась под контролем Австро-Венгрии — он решил уехать заграницу продолжить обучение, преимущественно в Женеве и Париже. Получил высшее юридическое образование в Женевском университете и по возвращении на родину в 1907 году устроился в сербскую дипломатическую службу. Несмотря на то что раньше он высказывался против создания Югославии, в 1937 году стал послом новообразованного государства в Румынии. Сделал довольно успешную карьеру в дипломатии, в разное время служил в Стамбуле, Софии, Риме, Афинах, Каире, Мадриде и Лиссабоне. Свободно говорил на нескольких иностранных языках, заслужив репутацию безупречного дипломата. Посмертно был опубликован сборник его дипломатических писем, сначала в 1952 году в США, затем в 1991 году на территории бывшей Югославии.
Тем не менее, наибольшую известность Дучич получил именно как поэт. Свой первый поэтический сборник он опубликовал ещё в Мостаре в 1901 году, а второй в Белграде в 1912-м. В начале его творческого пути явно прослеживается влияние Воислава Илича, ведущего сербского поэта конца 19-го столетия. Множественные путешествия по разным уголкам Европы позволили ему выработать собственный уникальный стиль, основу которого составляет течение символизма. Его поэзия затрагивает темы, нетипичные для сербских авторов предыдущий поколений. Стремясь придать своим работам наибольшее символическое значение, он писал стихи на французский манер только в двух стилях: двенадцатисложном и одиннадцатисложном. Быть поэтом для него значило — быть «офисным работником и умелым ремесленником, усердно трудящимся в сфере рифм и ритмов». Помимо поэзии писал также и в прозе, автор нескольких эссе и научных работ по литературе. Высоко ценятся его поэтические письма, написанные из Швейцарии, Греции, Испании и других стран.
Во время вторжения в Югославию фашистской Германии в 1941 году Дучич бежал в США, где поселился у одного из своих дальних родственников в городе Гэри, штат Индиана. Здесь в течение двух лет до самой смерти возглавлял чикагскую организацию Сербской народной обороны (основанную в 1914 году Михаилом Пупиным), которая представляла сербскую диаспору в Соединённых Штатах. В это время Дучич был весьма продуктивен, написал множество поэм, исторических книг и газетных статей, затрагивающих темы сербских национальных интересов и протест против массового убийства сербов пронацистским хорватским режимом усташей.
Умер 7 апреля 1943 года в Либертивилле, штат Иллинойс. Похоронен там же на кладбище сербского православного монастыря Святого Саввы. Сам Дучич в завещании просил похоронить его в родном Требине, поэтому впоследствии 22 октября 2000 года состоялось перезахоронение — его останки перевезли в специально построенный для этого Монастырь Херцеговачка-Грачаница.

## Память

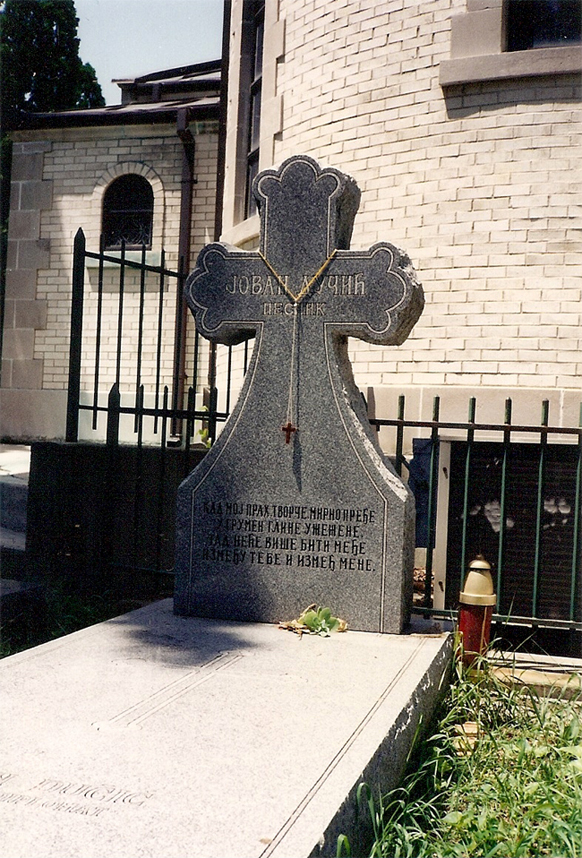
Старая могила Дучича в США, где он покоился в период 1943—2000 годов

Портрет Йована Дучича присутствует на национальной валюте Боснии и Герцеговины, он изображён на банкноте в 50 конвертируемых марок.

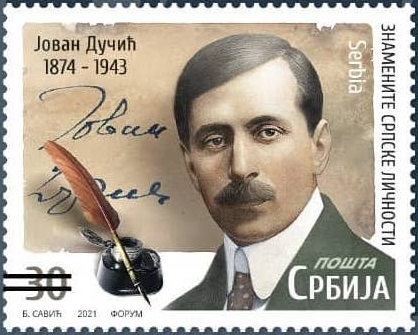
Почтовая марка Сербии 2021 года, посвящённая к 150-летнему юбилею со дня рождения сербского писателя, поэта и дипломата Йована Дучича.

В 2021 году Почта Сербии выпустила почтовую марку, посвящённую к 150-летнему юбилею со дня рождения сербского писателя, поэта и дипломата Йована Дучича.

## Работы
- Pjesme, knjiga prva, izdanje uredništva Zore u Mostaru, 1901.
- Pesme, Srpska književna zadruga, Kolo XVII, knj. 113. Beograd, 1908.
- Pesme u prozi, Plave legende, pisano u Ženevi 1905. Beograd, 1908.
- Pesme (štampa «Davidović»), Beograd, 1908.
- Pesme, izdanje S. B. Cvijanovića, Beograd, 1911.
- Sabrana dela, Knj. I—V. Biblioteka savremenih jugoslovenskih pisaca, Beograd, Izdavačko preduzeće «Narodna prosveta» (1929—1930). Knj. I Pesme sunca (1929)
- Knj. II Pesme ljubavi i smrti (1929)
- Knj. III Carski soneti (1930)
- Knj. IV Plave legende (1930)
- Knj. V Gradovi i himere (1930)
- Knj. VI Blago cara Radovana: knjiga o sudbini, Beograd, izdanje piščevo, 1932.
- Gradovi i himere, (Putnička pisma), Srpska književna zadruga, Kolo XLII, Knj. 294. Beograd, 1940.
- Federalizam ili centralizam: Istina o «spornom pitanju» u bivšoj Jugoslaviji, Centralni odbor Srpske narodne odbrane u Americi, Čikago, 1942.
- Jugoslovenska ideologija: istina o «jugoslavizmu», Centralni odbor Srpske narodne odbrane u Americi, Čikago, 1942.
- Lirika, izdanje piščevo, Pitsburg, 1943.
- Sabrana dela, Knj. X Jedan Srbin diplomat na dvoru Petra Velikog i Katarine I — Grof Sava Vladislavić — Raguzinski, Pitsburg, 1943.
- Sabrana dela, Knj. VII—IX (Odabrane strane). Rukopise odabrali J. Đonović i P. Bubreško. Izdanje Srpske narodne odbrane u Americi, Čikago, 1951.
- Sabrana dela, (uredili Meša Selimović i Živorad Stojković), Svjetlost, Sarajevo, 1969.
- Sabrana dela, (uredili Meša Selimović i Živorad Stojković. Pregledao i dopunio Živorad Stojković), BIGZ, Svjetlost, Prosveta, Beograd-Sarajevo, 1989.

## Издания на русском языке
- Тени на воде: избранная лирика. М.: Водолей, 2022. ISBN 978-5-91763-573-6